# Újkori zsidó irodalom
Újkori zsidó irodalomnak nevezik az európai újkorban alkotó zsidó írók életművét. Kezdetét a Joszéf Káró Sulchán Áruchjának 1563-as megjelenése jelzi (→Középkori zsidó irodalom).

## XVI–XVIII. század
A 16. századtól – a korábbi századok irodalmi gazdagságához képest – visszaesés figyelhető meg a zsidó irodalom minden területén. Ugyanakkor azonban a könyvnyomtatás általánosabbá teszi az irodalmi ismereteket, amelyek többnyire a talmudi tudományokra és a kabbala művelésére szorítkoznak.

### Kelet-Európa

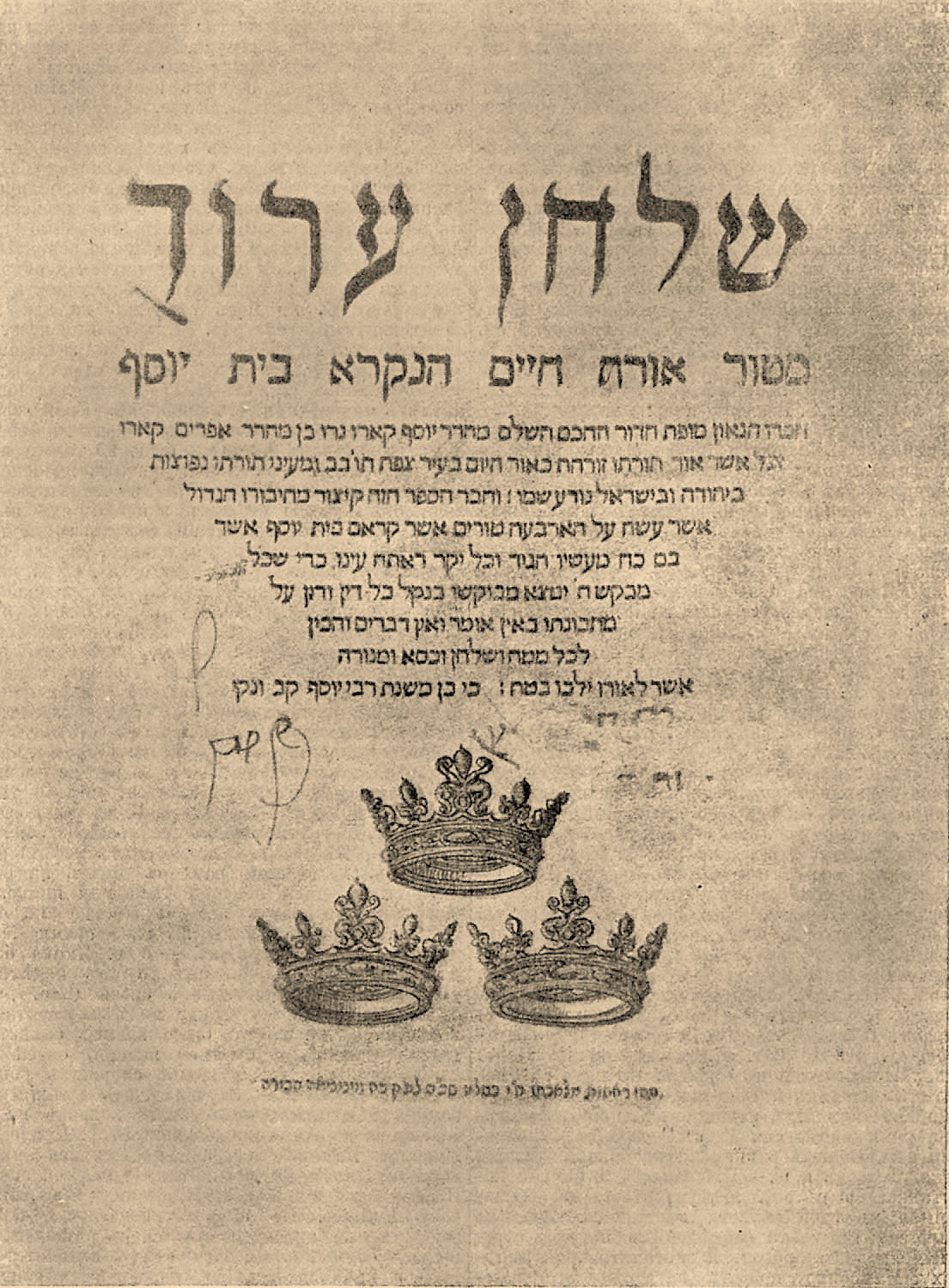
Egy Sulchán Áruch kiadás címlapja

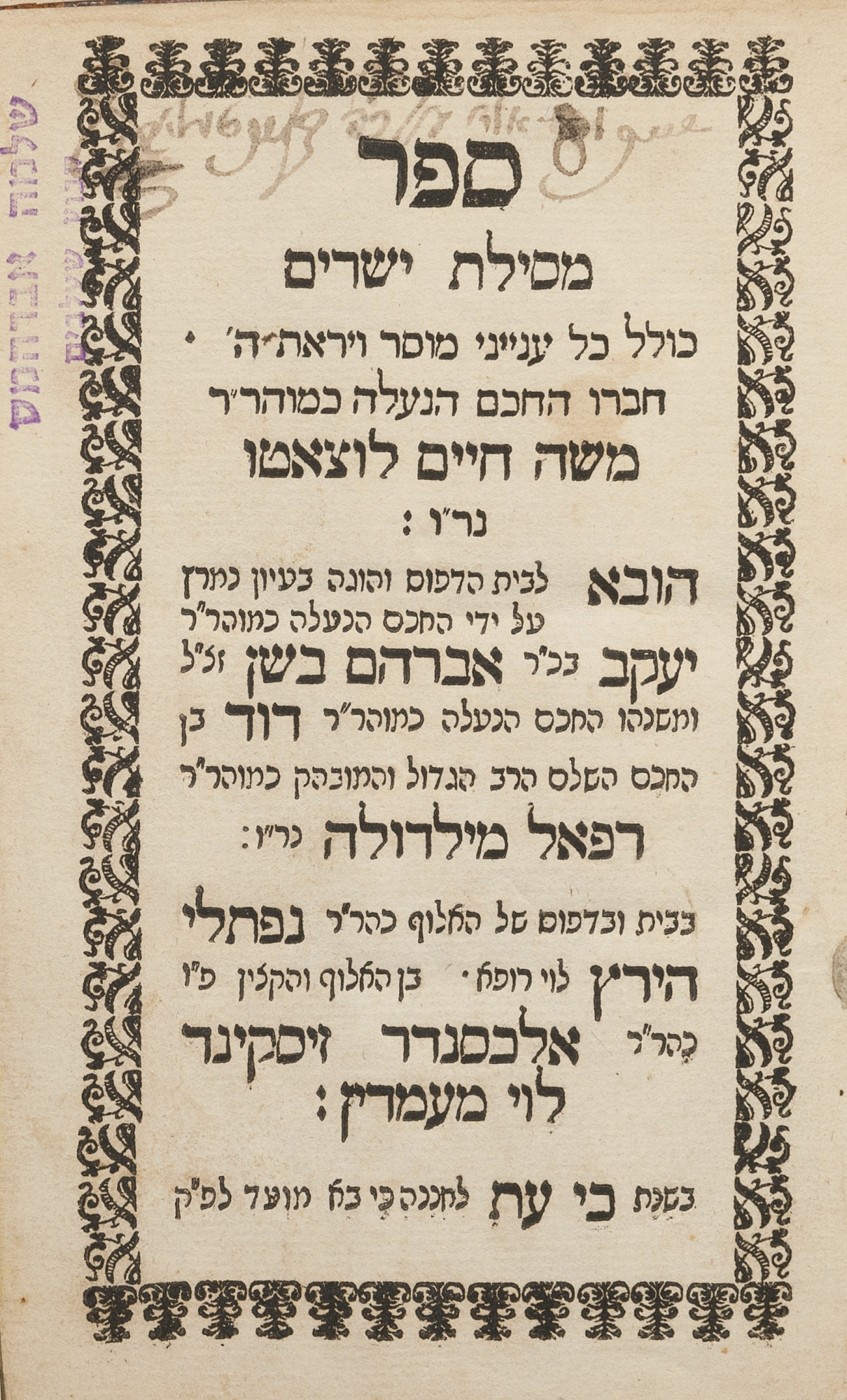
Luzzato egyik művének, a Meszilat Jesarimnak korabeli kiadása

Írók az Oszmán Birodalomban Az Oszmán Birodalomban már az újkor hajnalán nyomdák létesültek több helyen, így Konstantinápolyban, Szalonikiben és Drinápolyban. Ezekben a városokban leginkább a Hispániából száműzött zsidók hatása érezhető az irodalomban; bár élénk volt az irodalmi összeköttetés a Német-római Birodalom, Itália és a Lengyel Királyság területein működő zsidó írókkal, tudósokkal is – illetve voltak a zsidó irodalomnak helyi művelői. (A zsidó tudósok egymás közötti levelezése bőséges történelmi forrásul szolgál a kortörténetre nézve.) Mózes Kapszali (1453–1496) – akit II. Mehmed oszmán szultán főrabbivá nevezett ki, és a mufti jobbjára ültetett ült a divánban – heves tollharcot folytatott Jószéf Kólon Trabottóval (~1420–1480). A konstantinápolyi Elia Mizráchi (~1455–1526) magyarázatot írt Rásihoz és a Szemághoz, számos döntvényt bocsátott ki, érintkezett a karaitákkal; írt responzumokat, és toldalékokat Mósé de Coucy (1198–1274) Szefer Hamicvotjához; illetve matematikai munkákat, amelyek egyikéhez Sebastianus Münster írt jegyzeteket. Mizráchi tanítója Mardokhai ben Eleázár Comtino (?–~1485), aki Kether Thora című tórakommentárában többnyire Ibn Ezrát követi. Emellett írt vitairatokat a karaitákkal szemben, és léteznek kommentárjai Ibn Ezra matematikai, nyelvtani munkáihoz, Maimonidész és Arisztotelész logikai műveihez.
Tudósok I. Több zsidó tudósok foglalkozott a korszakban a történelemmel. Elijay Kapszali (~1483–1555<) kandiai rabbi az Oszmán-család történetét írta meg 1523-ban héber nyelven. (A Magyarországra vonatkozó adatokat magyar fordításban közölte Kohn S.: Héber kútforrások, Budapest 1881, 65–74. old.). Az Oszmán Birodalom területén lett kiegészítve és kiadva a spanyol Júdah ibn Verga (15. sz.) Sebet Jehuda című krónikája, amelyet fia Salamon ibn Verga (~1460–1554) és unokája, Joszéf ibn Verga (?–1559) folytattak. Sámuel Sullam (16. sz.) kiadta Ábrahám Zacuto (1452–1515) híres krónikáját – kiegészítve a török történelemből vett adatokkal, valamint a Iosephus Flavius Apologiájának héber fordításával. A karaiták között sokoldalú világi irodalmi tevékenységet fejtett ki Kaleb ben Elia Afendopolo (~1430–~1499). A talmudtudomány terén Jakob ben Chábib (~1445–1516) említendő, az Én Jákob című haggadai gyűjtemény összeállítója. Ben Chábib mint spanyolországi kivándorló telepedett le Száfetben; fia Lévi ibn Chábib (~1480–1541) heves vitába bocsátkozott Jákob Bérábbal (1474–1546), aki a papi ordinációt akarta újra feleleveníteni, hogy egységessé tegye a zsidóságot és gátat emeljen a korszakban elszaporodó ál-messiási próbálkozások ellen. Béráb pártjára állott Mózes ben Jószéf Tráni (1505–1585), Chabib nézetét pedig Mózes Aláskár (16. sz.) támogatta, aki egyébként Maimonidészt is védelmezte a kabbalizmus vádja ellen.
Tudósok II. A talmudtudósok novellákat (chiddusim) írtak a talmudhoz, vagy responzumokban fejtették ki nézeteiket. Az Egyiptomban, majd Palesztinában élő Dávid ben Salamon ibn Abi Zimra (Rádbáz, 1479–1573) számos responzumot, exegetikus, kabbalisztikus és költői munkát irt; az ugyancsak egyiptomi Bezalel Askenazi (~1520–1594) a Sittá Mekubecet című művet alkotta meg, illetve régebbi tószafótokat és novellákat gyűjtött. Jákób de Castro (1525–1610) a Turt egészítette ki a keleti rítus szabványaival. Az exegézis terén Salomó ben Melech (16. sz.) jelentős a Michlál Jófi című bibliai kommentárjával. A korban a népre és az iskolákra való tekintettel új bibliafordítások is keletkeznek. Ilyenek Mózes ben Elia Pubian újgörög fordítása, és a perzsa fordítás Tavusztól. Ez utóbbi – amellett, hogy erősen ragaszkodott a héber eredeti szöveghez – a targum, a maszóra, Szaadja gaon, Rási és Ibn Ezra felfogását is belevitte fordításába. A fordítás elkészülése a kor egyik legkiválóbb alakjának és bőkezű mecenásának, Mózes ben Jószef Hámonnak, I. Szulejmán oszmán szultán orvosának köszönhető. Ő nyomtattata ki az 1546-os bibliakiadást Rási kommentárjával, illetve az arám, arab és perzsa verziókkal. A zsidó tudománynak egy másik törökországi nagy pártolója, Jószéf Nászi (1524–1579) naxoszi herceg Konstantinápolyban iskolát és nagy könyvtárat alapított, majd a kutatók rendelkezésére bocsátotta; személyes barátságot ápolt a zsidó tudósokkal, és vallásfilozófiai beszélgetéseket folytatott velük. Keresztény teológusokkal való párbeszédeit Jicchák Okenejra (16. sz.) jegyezte fel a Ben Pórát Jószéf című írásban.
Költők Több zsidó költő működött az Oszmán Birodalom területén. Irodalmi kör alakult, amelynek élén Gedalja ibn Jáchjá (1526–1587) állott, és amelyhez Jusszuf Hámon (~1490–1567), Mózes Hámon fia és ugyancsak a szultán orvosa is tartozott. Méir ben Abraham Angel (16. sz.) allegorikus drámát írt rímes prózában Keset Nechóset címen. A damaszkuszi Izráel ben Móse Nágárá (~1555–~1625) több költeményt – például a zsidó imakönyvekbe is felvett Jah ribbón Olam című szombati dalt – és liturgikus éneket írt. Költeményeit a Zemirot Jiszráelben gyűjtötte össze. A talmudi tanulmányok egyoldalúságának egyfajta reakciójául nagyobb arányokat ölt a Kabbala terjedése az irodalomban. A kabbala ekkor már nem azon fokon van, mint korábban Hispániában, hanem mentes minden filozófiai elemtől. Rajongó zsidók messiásokként léptek fel, és támogatókat találva országokat jártak be, még a pápa és császárok figyelmét is magukra irányították. Ezek egyike, Dávid Reubeni (1490–1538) azt híresztelte magáról, hogy ő a testvére az Arábiában élő, elveszettnek hitt tizenharmadik törzs királyának, és mindenütt hitelre talált. VII. Kelemen pápa örömmel fogadta, és III. János portugál királyhoz ajánlotta a törökök elleni segítségre. Portugáliában Salomo Molcho (1500–1532) messiásnak hirdeti őt, és Szalonikiben 1520-ban megjelent prédikációiban dicsőítette a kabbalát Reubeni tanaival. Maga Reubeni úti naplójában hirdette nézeteit.
Kabbalista írók Száfetben működött Móse Corduero (1522–1570), a Pardesz Rimmónim című kabbalista mű szerzője. A Szefer Jecirához írt kommentára és a kabbala egész terjedelmét felölelő nagy munkáját annyira nagyra tartották, hogy Menachem Azarja di-Fano (1548–1620) kabbalista író 500 zecchinát fizetett a mű leírásának engedélyezéséért. (A másolat a mantovai hercegi könyvtárba került.) Corduero mestere Salomon Álkábec (1505–1584), a Lecho dódi péntek esti dal szerzője. A kabbalisztikus szentírás-magyarázat területén ugyancsak több író működött: Móse Alseikh (1508–1593), Jicchák Luria (1534–1572) és Chájjim Vital (1542–1620). Luria Jichák Széfetben rajongókat gyűjtött maga köré. Ő semmit sem írt és nem is engedte tanait följegyezni; de halála után tanítványa, Vitál Chájim összegyűjtötte kinyilatkoztatásait négy könyvben (Éc-Chajim, Szefer hagilgulim, Sibche Rabbi Chájim Vital, Szefer Halikutim), amelyekbe a maga tanításait is beledolgozta. A kabbala így fokozatosan filozófia helyett csodatanná lett, amely messiásról, égi jelenségekről, szellemekről és bűvölésről szólt. Módszere a szentírási betűrejtvény-fejtegetés, amely föltételezi, hogy a Biblia egyes betűinek, illetve azok számértékének és elhelyezése módjának mélyebb jelentősége van. A kabala leginkább Lengyelországban és Itáliában terjedt el.
Kommentárírók A kabbala végül nem vert mélyebb gyökeret a zsidó hitéleti rítusban, ugyanis Joszéf Káró (1488–1575) éppen ebben a korban állította össze nagy talmudi kódexét Béth Jószéf címen, amely tulajdonképpen kommentár a Turhoz. Káró megírta műve kivonatát is Sulchán Áruch címen. A mű a zsidó vallásos élet egyik legelismertebb törvénykönyve. Káró írt kommentárt Maimonidész Misné Tórájához, valamint kiegészítést a Bét Jószéfhez; emellett responzumokat és szentírási kommentárokat. Hutvitz Jesaja há-Lévi (1570–1630) lengyel származású zsidó tudós Palesztinában írta Sné luchót háberit (rövidítve: Sloh) című kabbalisztikus és filozófiai kommentárját a Tórához. A mű sokoldalúságával és nemes erkölcsi felfogásával kiválik a kabbalista irodalom alkotásai közül. A kabbalista tanok hatására lépett fel messiásként Sabbatáj Cévi (1626–1676). Egyik híve, Abraham Miguel Cardoso (1626–1706) a Bóker Le-Ábrahám című munkában írta meg Sábbátai tanait, amelyek már keresztény színezetűek. Kortársa, Chájim Nehemja (17. sz.) műveiben határozottan kimondta, hogy a szentháromság a zsidóság dogmája.
Luzzato Itáliában a kabbala hatása érezhető Luzzatto Móse Chájim (1707–1746) művein. Luzzato Padovában született és nevelkedett, valódi költői tehetség és a klasszikus irodalomban jártas személy volt. Művei: Lesón limmudim (poétika), Sámson és a filiszteusok (bibliai verses dráma), Zsoltárok (a bibliai zsoltárok mintájára), Migdal Óz (allegorikus dráma olasz mintára), Lajesárim tehilla (dráma klasszikus héber stílusban), a Zohár tinjana (egy második Zohár) kabbalista nézeteit tartalmazza.

### Nyugat-Európában

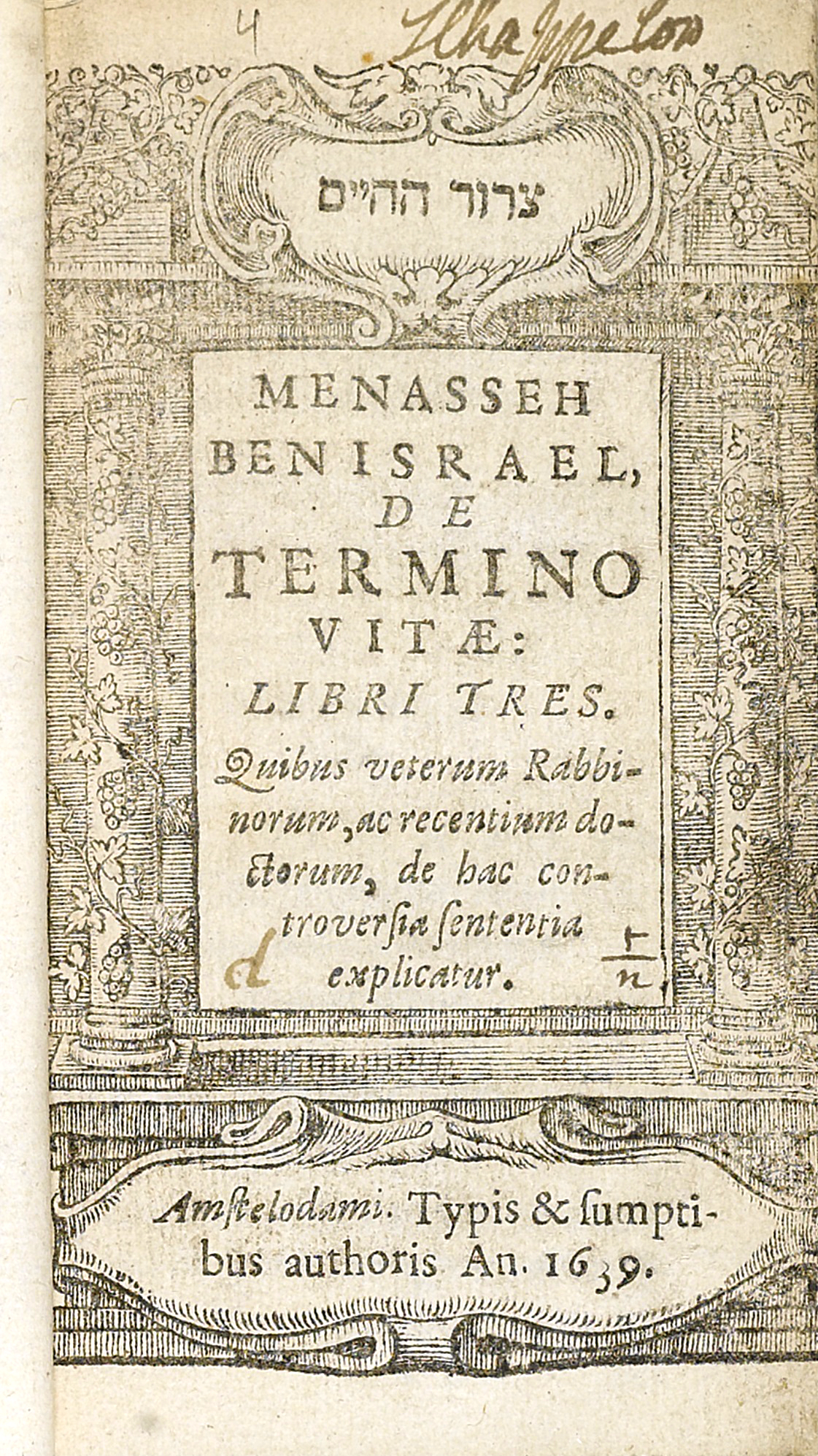
Manassé ben Izráel De Termino Vitaejének 1639-es kiadása

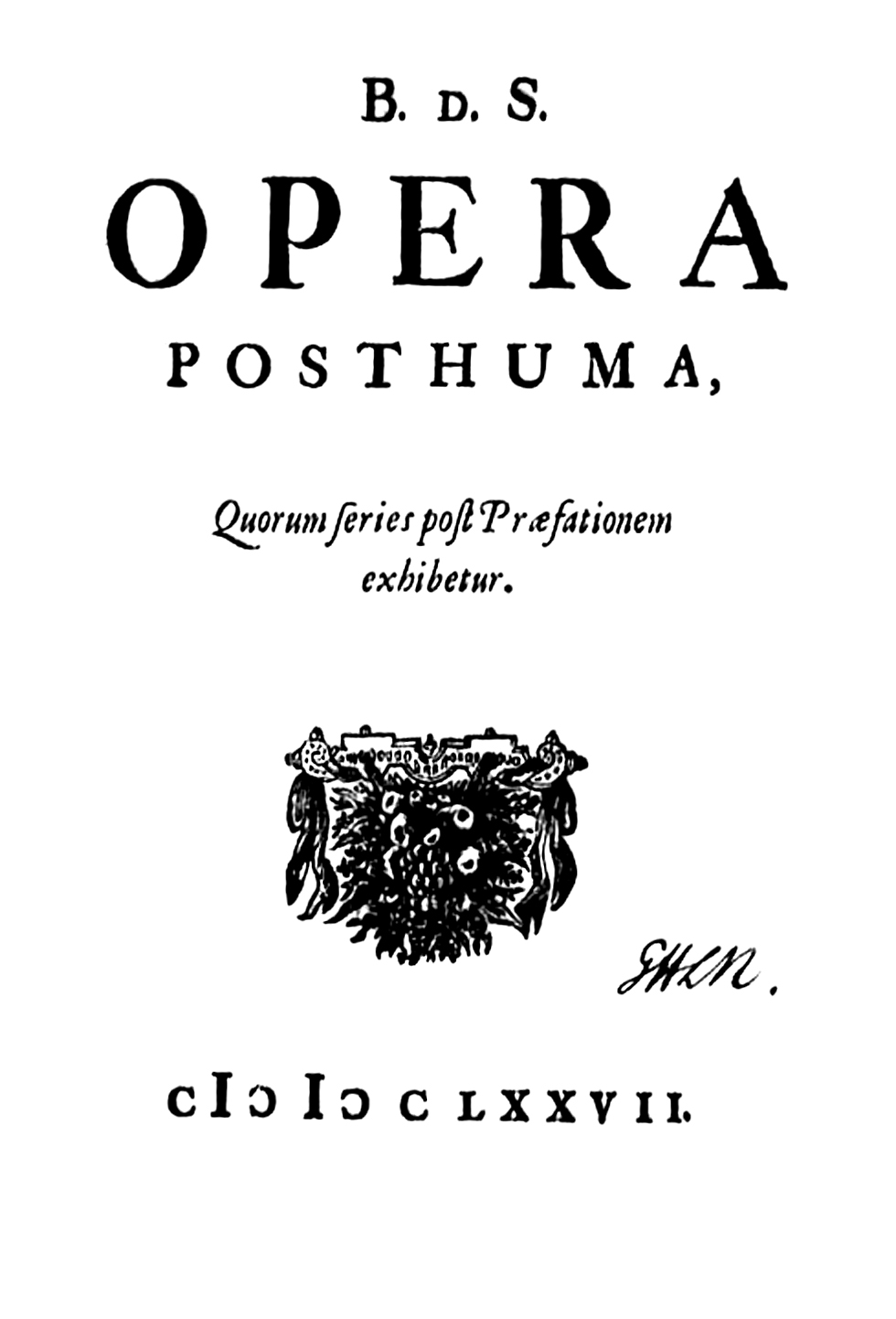
Baruch Spinoza Opera posthumajának 1677-es kiadása

Németalföldi írók Hollandiában a spanyolországi és portugáliai száműzöttek utódai között szintén felvirágzott a zsidó irodalomnak minden ága. A költészet a zsidóság keserűségeit helyezte központba; a filozófiai írók a zsidóság dogmáival és apológiájával foglalkoznak. Az amszterdami rabbikollégiumnak mindhárom tagja, Izsák Aboab (1605–1693), Saul Levi Morteira (1596–1660), és Manassé ben Izráel (1604–1657) kifejtett nevezetesebb irodalmi működést. Ben Izráel héber, latin, spanyol, portugál és angol nyelven írt keresztény tudósok által is elismert műveket, és az angol parlamentnél, illetve az őt nagyra becsülő Oliver Cromwellnél keresztülvitte, hogy Anglia megnyílt a zsidók számára. Benjámin ben Immanuel Musaphia (1606–1674) az Árukh talmudi lexikont bővítette ki latin és görög nyelvből vett jegyzeteivel (Moszáf há-Árukh). Írt még orvosi és természettudományos műveket, valamint responzumokat, továbbá egy Zecher Ráb című költői művet, amelyben hat himnuszban – egyetlen szóismétlés nélkül – a héber nyelv egész szógyökkincsét felöleli. Dávid Kohen de Lara (1602–1674) talmudi lexikonokat (Keter Kehun, Ir-Dávid, Mecuddát Dávid) alkotott, különös tekintettel a Talmudban előforduló idegen (görög, latin) szavakra. Hollandiában élt Uriel da Costa (1585–1640), aki a rabbinikus zsidóság ellen lépett fel portugál nyelven írt A farizeusi tan megvizsgálása című könyvében. Hollandiában működött a jelentős zsidó – bár saját vallásától elforduló – filozófus, Baruch Spinoza (1632–1677) is.
Angliai írók Az amszterdami zsidó műveltség elhatott Angliába is. A londoni zsidó közösség általában az amszterdami tudósok közül választott magának rabbit. Egyikük, Dávid Nieto (1654–1728) bár orvosként és szónokként is működött; de írt polemikus és apologetikus iratokat. Értekezett a pészah ünnep történeti jelentőségéről (Pascalogia) olasz nyelven, és megírta a héber nyelvű, Matte Dan című vallásfilozófiai munkát, amely a karaitákkal szemben a hagyomány ősrégi voltát vitatja. Érdekesség, hogy ennek az írásnak az utolsó, csillagászati fejezetében Kopernikusz és Descartes tudományos elméleteit igyekezett cáfolni.
Hispániai írók A spanyolországi és portugáliai zsidók közül többen költőkként szerepelnek hazájuk nyelvében. Első szefárd (portugál rítusú) zsidó költőként Dávid Abenatar Melo (1550–1646) említendő, aki a héber zsoltárokat spanyol versekre fordította. A „zsidó Calderón”-nak nevezett Antonio Enríquez Gómez (1601–1663) 22 spanyol nyelvű vígjátékot írt, amelyek közül néhány Madridban – abban a hitben, hogy régi keresztény költők művei – színpadra is került. Bibliai anyagot ölel fel Simson című eposza, és La prudente Abigail című drámai költeménye. Amszterdamban írói akadémia keletkezett Manuel de Belmonte (?–1704) kezdeményezésére 1676-ban, aki a spanyol kormány helytartója lett Hollandiában. Az akadémiai versenyek pályabírái között volt Izsák de Rocamora (1601–1684), aki mint marannos (ál-keresztény) Mária osztrák császárné gyóntatója lett, majd később visszatért a zsidó vallásra. Az amszterdami akadémia mintájára még másik 30 irodalmi társaság keletkezett Hollandiában. Tudományos munkásságot fejtett Thomas de Pinedo (1614–1679), és Pedro Teixeira (~1595–1662) a földrajzi irodalom; Immánuel Gomez (17. sz.), és Jacob de Castro Sarmento (1692–1762) pedig az orvostudomány területén. Jakab Abendana (1630–1685) a Misnát és a Kuzárit fordította spanyol nyelvre. Judah Leon Templo (1603–1675<) megkísérelte a jeruzsálemi templom terveinek helyreállítását Tabnit Hekhál című, spanyol és héber nyelvű művében. (Az alkotást a braunschweigi herceg németre fordíttatta, később lefordították latin, holland és francia nyelvre is.) Salomo de Oliveira (1650–1708) amszterdami rabbi Sársot Gáblut című rímlexikonában a héber metrika szabályait tárgyalta, és írt egy retorikát (Ajelet Ahábim), amely a bibliai Izsák feláldozását epopeaképpen tárgyalja; emellett számos nyelvészeti tankönyv származik tőle héber és portugál nyelven. António José da Silva (1705–1739) portugál költői művei a korbeli portugál irodalomban előkelő helyet foglalnak el, de héber nyelven nem írt. A maranusok közül csak egy jelentékenyebb héber író említhető meg: José Penso de la Vega (1650–1692), aki legelőször nyomatott héber drámát Asziré hatikva ('A remény rabjai') címen 1673-ban. A mű allegorikusan mutatja be a szabad akarat győzelmét a vágyak fölött.

### Közép– és Kelet–Európában

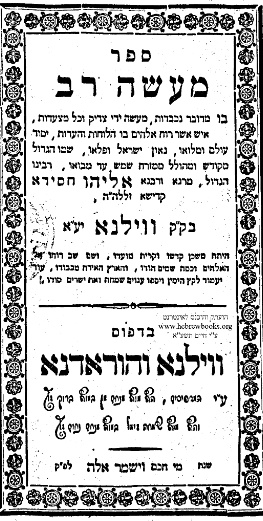
A „vilnai gaon” egyik művének korabeli kiadása

Megalakulása A 16. század közepétől jelenik meg a Német-római Császárságból a keleti szláv területekre kiűzött zsidók által művelt irodalom. A tudományos szellem ebben a közegben hirtelen virágzott fel, a zsidók a külföldi egyetemekre és a keresztény iskolákba küldték fiaikat. Bár a spanyolországi zsidó műveltség a szláv országokban is ápolókra talált; végül azonban az ellenreformáció csírájában elfojtotta a zsidók művelődését, törekvéseit – szellemi életük pedig ismét a talmudtanulmányra szorítkozott. A talmudtudomány új módszert, a vitatkozót (pilput) teremtette magának, amelynek eredetét a prágai Jakob Pollák (~1470–1541), és tanítványa Salom Sahna (~1495–1558) személyéhez fűzik. (Ők maguk irodalmi munkát nem hagytak hátra.) A Talmudnak ez a fajta szellemeskedő, éles elméjű fejtegetése minden más szellemi tevékenységet háttérbe szorított. Az irodalom hanyatlásához hozzájárult, hogy a zsidóság elzárkózottan élt, és a magával hozott német nyelvet szláv szavakkal és fordulatokkal keverve zsargonná (zsidó-német, jüdisch-deutsch) alakította.
Csehországi írók A talmudtudomány nevezetesebb csehországi művelői a következők voltak: Mordekáj Joffé (~1530–1612); Júda Löw ben Becalél (~1512–1609), akinek nevéhez több monda fűződik (pl. a gólem története), Jóm-Tóv Lipmann Heller (1579–1654) Prágában, Bécsben és Krakkóban, a Tószáfot jom-tov című mű szerzője; Abrahám ben Saul Broda (~1650–1717) prágai, később metzi rabbi (műve az Ésel Ábrahám); David Oppenheim (1664–1736) nikolsburgi és prágai rabbi, a Nisál-Dávid című döntvénytár szerzője; és az ugyancsak prágai Ezékhiel Landau (1713–1793), a Nóda-Bijehua című híres döntvénytár szerzője.
Lengyelországi írók Lengyelországban Salomon Luria (~1510–1573) világos és alapos értekezést írt a Talmud több részéhez (Jám sel-Selómo), rövidített nevét (Máhársál) viselő glosszákat a Talmudhoz és ennek kommentárjaihoz, valamint döntvénytárt. Moses Isserles (1520–1572) a Sulchán Áruchhoz írt Máppá (abrosz) címmel glosszákat, amelyeknek általában szigorító határozatait az askenázi zsidóság elfogadta; továbbá kommentárt a Túrhoz Dárke Móse címen, és egy döntvénytárt. Emellett foglalkozott filozófiával (Tórát há-ólá című műve) és toldalékokkal kibővítette Zacuto krónikáját. Sámuel Edels (rövidítve: Mehársá, 1555–1631) Chiddusé Háláchot és Chiddusé Hággárdót című kiváló dialektikai éllel írt novellái közkézen forogtak sokáig a Talmuddal foglalkozó körökben. A lembergi Josua Falk (1555–1614) a Derisa u-feris tur-kommentárnak, valamint a Chósen-Mispáthoz írt Meirás-Énájimnak volt a szerzője. Edels ellenfele: Meir Lublin (1558–1616) sokat tanulmányozott novellákat írt a Talmudhoz (Mahram Lubin), és döntvényei is nagy tekintélyben álltak. Jóel Szirkisz (1561–1640) krakkói rabbi, Lublin támadója, a Bét Chádás című Tur-kommentárnak és egy döntvénytárnak a szerzője. Veje, Dávid Ha-lévi Segal (1586–1667) Turé Záháb címmel a Sulchán Áruchoz, és Dibre-Dávid címmel Rásihoz írt kommentárokat. Sábbatáj Ha-kohen (rövidítve: Sách, 1622–1663) ugyancsak a Sulchán Áruchhoz írt komoly kommentárt, illetve egy Megillet Áfá című történelmi vázlatot a Bohdan Hmelnickij-féle 1648-as zsidóüldözésről. Avraham Gombiner (1637–1682) a Magen Ábrahám című Sulchán Áruch-kommentár szerzője volt.
Polemikai írók Elija ben Slómó Zalman (1720–1797), a „vilnai gáon”, szakított kora hagyományos tanulmánymódszerével. A nagy tudományos képzettséggel bíró Zalman fellépett a haszidok ellen, elsőnek hangsúlyozta a korban a Biblia és a nyelvtan tanulásának fontosságát, a Talmudnak egyszerű szó szerinti és racionális tanulmányozását, valamint szövegének kritikai megállapítása szükségességét. Behatóan foglalkozott az aránylag elhanyagolt Jeruzsálemi Talmuddal is. Vilnában született, de Budán nevelkedett 1685-ig Askenázi Cevi (1656–1718) szarajevói, hamburgi, amszterdami és végül lembergi rabbi, több korabeli zsidó irat szerzője. Döntvénytárat szerkesztett Nehemja Hájun (~1650–~1730) az álmessiások és a haszidok elleni fellépéséről. Fia, Jakob Emden (Jávec, 1697–1776) és Jonathan Eibeschütz (1690–1764) között heves vita folyt a császárságban a kabbalával és a haszidokkal szemben való állásfoglalás kérdésével kapcsolatban. A vitatkozás egész sor polemikai művel ajándékozta meg a világot. Emden írásaiban támadó félként lépett fel Eibeschütz ellen, akit azzal vádolt, hogy titokban a Sabbatáj-féle kabbalának hódolt. Emden művei többnyire polemikusak, de létezik kommentárja a Misnához, a Széder Olámhoz és a héber imakönyvhöz. Eibeschütz a védelmére vonatkozó különböző oldalról jövő iratok gyűjteménye (Luchót ádút) mellett több más művet hagyott hátra, így az Urim vetummima, és Krethi upelethije a rituális kódexek kommentárjai, Jáárot-debása homiliák gyűjteménye. A vitában Eibeschütz javára lépett közbe Jechezkél Landau (1713–1793), a Nódá bijhuda szerzője.
Történet- és lexikonírók A történetírás terén új tevékenységet indított meg Dávid Gans (1541–1613), aki személyes érintkezésben állt Tycho Brahéval és Johannes Keplerrel. Több héber nyelvű matematikai és egy csillagászati műve (Nechmád ve-náim) mellett zsidó- és világtörténetet tartalmazó krónikát (Vemákh Dávid) szerkesztett. Nyomdokain haladt Dávid Conforte (1619–1690?) vándor rabbi, a Kóré hadorot című irodalmi krónika megírója; és Jechiél Heilprin (~1660–1746) a Széder hadorot című krónika szerzője. Portugáliában született és Amszterdamban hunyt el Miguel de Barrios (1635–1701), műve a Historia universal Judaica, és a Relacion de los poetas s escritos espańoles de la nacion judaica. A történelemre nézve hasznavehető források az úgynevezett „mémor” könyvek is, amelyekben az egyes hitközségek az ő vértanúik és egyéb dicső halottaik nevét örökítették meg. E művek közül néhányat kiadtak. Nevezetes bibliográfiai munkát (Szifszé Jesénim) írt Sábbátai ben Joszéf (1641–1718), a livornoi Chájim Dávid Azulai (1724–1806) pedig sokat kutatott külföldi könyvtárakban, majd összeállította a Sám héggedólim című tudományos lexikonát. Alkotása, amely minden korábbi hasonló tárgyú művet felülmúl, több mint 2200 szócikket tartalmaz. Azulai egyébként még 71 művet írt a zsidó tudomány minden ágából. Talmudi enciklopédiát szerkesztett a ferrarai Jicchák Lampronti (1679–1756) Páchád Jicchád címmel.
Jiddis irodalom A 16. század első felének sajátos terméke a jiddis (régiesen zsidó-német) nyelvű irodalom, amelyben csak a 19. században ismerték fel a korabeli és korábbi német nyelv elavult alakjait. Jiddis Bibliafordítás már 1540-ben megjelent Cremonában, majd később különféle szerzőktől Augsburgban (1544), Konstanzban és Amszterdamban (1676). A nagy elterjedésnek örvendett Teutschchumes, amelyet Brzesk Löb a konstanzi fordítás alapján rövid magyarázatokkal ellátva Cremonában készített, 1560-ban lett kiadva. Ennél is népszerűbbé vált Jakob ben Izsák Askenázi (1550–1624) Ceená u-reená című könyve, amely a zsidó asszonyok legkedveltebb épületes olvasmánya lett később. (1. kiadása Baselben, 1590). A Bibliának és az imakönyvnek rímes fordításai ugyancsak közkézen forogtak. A 18. században megtoldották az imakönyvet külön, asszonyoknak való jiddis imádságokkal (techina). Az épületes, népies olvasmányok közé tartozik számos erkölcstani (muszár-széfer), és történelmi munkákat tartalmazó könyv, illetve a gyakran kesergő hangvételű jiddis népdalköltészet.
Zsidósággal foglalkozó keresztény írók A 15. század óta keresztény tudósok is behatóan foglalkoztak zsidó tudományokkal; néhányan közülük kiváló helyet foglalnak el a zsidó irodalom történetében. Első helyen említendő Johannes Buxtorf I. (1564–1629) és fia, Johannes Buxtorf II. (1599–1664), akik sűrű levelezést folytattak német, olasz és török zsidó tudósokkal. Willem Surenhuis (1664–1729) a Misnát fordította latin nyelve; Jacobus Trigland (1652–1705), a karaita tanulmányokkal foglalkozott; Johann Jakob Schudt (1664–1722) a Jüdische Merkwürdigkeiten és Johann Christoph Wolf (1683–1739), a megdöbbentő szorgalommal írt Bibliotheca Hebraea szerzője, és hazánkban pedig Péchi Simon (~1565–~1642) erdélyi főkancellár tekinthetők jelentősnek az irányzatban. A zsidó irodalomra támaszkodik a zsidóellenes irodalom, amelynek főbb művelői Johann Christoph Wagenseil (1633–1708), a Tela ignea Satanae című kompilációnak szerzője, és Johann Andreas Eisenmenger (1654–1704), az Entdecktes Judenthum című alkotás írója volt.

## XVIII–XIX. század

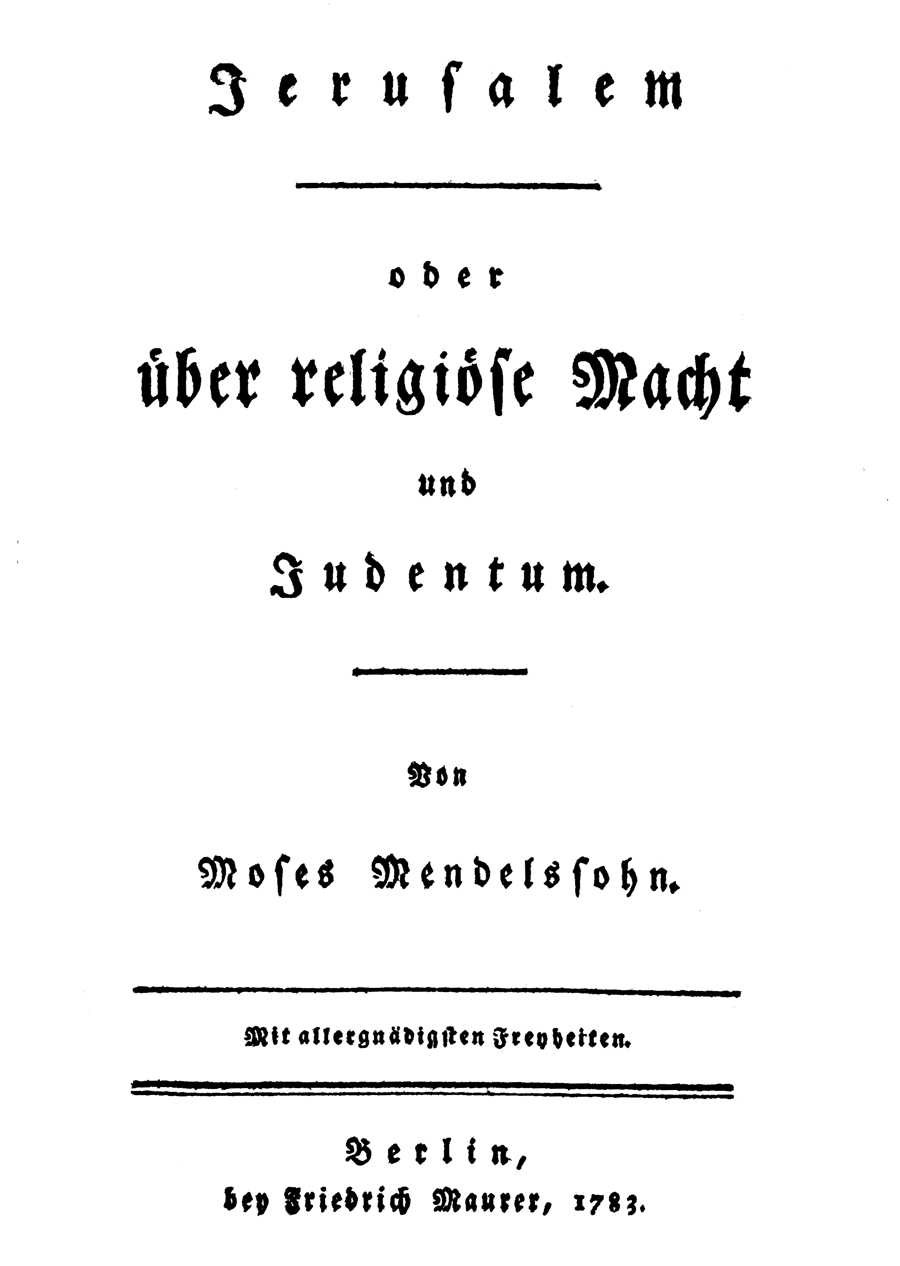
Moses Mendelssohn Jeruzsálemének 1783-as kiadása

Mendelssohn és köre Új korszakot nyit a zsidó irodalomban Moses Mendelssohn (1729–1786) fellépése. Klasszikus Tóra- és zsoltárfordítása megismertették a zsidókkal a német nyelvet, és ezzel megnyitották számukra az utat a német művelődés terére. Ettől kezdve a zsidó irodalomhoz csak azokat a munkákat számítják már, amelyek zsidó vonatkozásúak és zsidó szerzőkről valók. Magának Mendelssohnnak Biblia- és zsoltár-fordítása héber kommentárral együtt jelent meg 1783-ban, amely világos stílusú nyelvtani és stilisztikai megjegyzéseket tartalmaz. A Biur ('Magyarázat') nevet kapó kommentárról a kommentár megírásában segédkező tanítványok és munkatársak – Salamon Dubno [1738–1813], Hartwig Wessely [1725–1805], Naftali Herz Homberg [1749–1841] stb. – biuristáknak lettek elnevezve. (Ez egyben az általuk alapított, tanítványaik által művelt egész tudományos irányzat neve is.) Dubno írt még egy maszoretikus kommentárt a Bibliához, héber költeményeket, és biblia földrajzot. Wessely a szinonimákról a Dibré emet vesálóm ('Igazság és béke szavai') című iratában buzdította a zsidóságot, hogy a gyermekeket tiszta német nyelven taníttassák; Mózest dicsőítő Siré Teferet című hőskölteményével pedig az új-héber verselés megalapítójává vált.

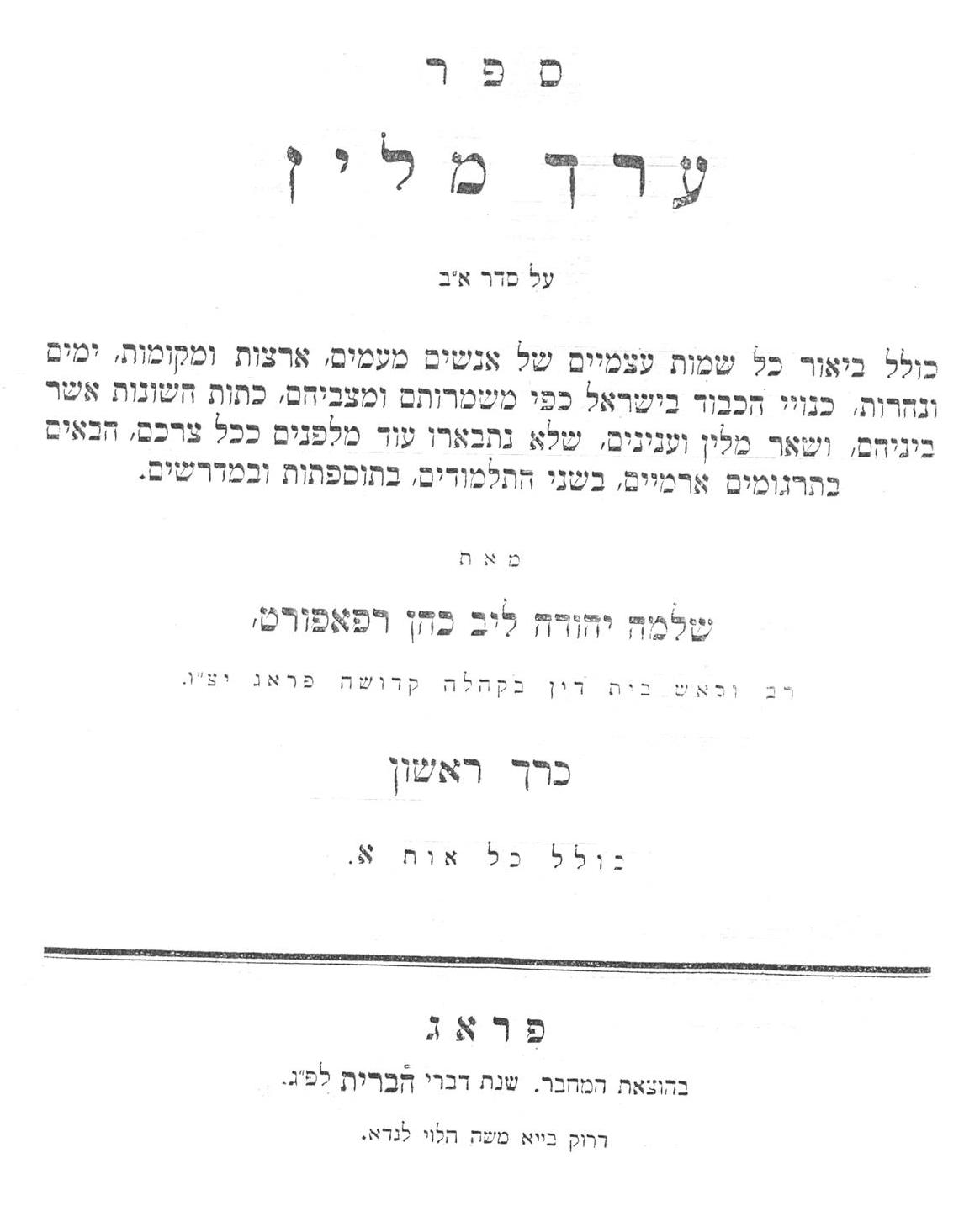
Solomon Judah Loeb Rapoport Erech Millinének 1852-es kiadása

Más követői Mendelssohn tanítványai egy folyóiratot is kiadtak a héber nyelv ápolására, a zsidóság felvilágosítására és védelmére Meászéf ('A gyűjtő') címen Königsbergben 1783-tól. A folyóirat megalapítói és munkatársai iskolát alkotnak (meászfim), amelynek kiválóbb képviselői Isaac Abraham Euchel (1756–1804) és szerkesztőtársa Mendel Bresalau (1786–1829) volt; valamint Aaron Halle-Wolfssohn (1756–1835), akinek bibliamagyarázatai és pedagógiai dolgozatai a igen értékékesek a meászfim körében. Isaac Satanow (1732–1804) számos művét idegen név alatt adta ki; írt példabeszédeket (Mislé Ászáf), zsoltárokat (Zemiról Ászáf) és erkölcstani írásokat. Judah Leib Ben-Ze'ev (1764–1811) héberre fordította Sirák könyvét, írt egy héber nyelvtant (Tálmud Leson Jori) és egy héber szótárt (Ócár haserásim), amelyek zsidó körökben sokáig mértékadók voltak. A meászfim-kör két osztrák tagjáé, Meir Obornik (1766–1808) és Samuel Detmold (1765–1830) az érdem, hogy héber kommentárral együtt kiadták a teljes Biblia német fordítását. A körhöz tartozók csaknem valamennyien költők is voltak egyben: fordítottak Gellert, Klopstock, Bürger, Herder, Schiller, Young, és Macpherson műveiből; illetve megpróbálkoztak a héber drámaírással. Nyelvészeti téren jelentős Wolf Heidenheim (1757–1832), akinek a héber imádságos könyv legpontosabb kiadása fűződik a nevéhez. Lazarus Bendavid (1762–1832) és levelező társa Marcus Herz (1747–1803), Kant filozófiájának szereztek híveket a zsidók között. Kantnak egy harmadik buzgó zsidó híve, a lengyel születésű, éles elméjű Salomon Maimon (1753–1800) fizikai és filozófiai munkákon kívül Maimonidész Móréjához héber kommentárt írt Gibbát ha-More címen.
Talmúdtudósok Lengyelországban a korszakban ismét elterjedt a kabbalizmus, annyira, hogy még Salamon Dubno is hódolt neki: Mendelssohn házát otthagyva, hazájába visszament, és mint vándorszónok nagy népszerűségre tett szert. Homiliáit az Óhel Jákobban a Tórához, a Kókháb mijákobban a háftárákhoz gyűjtötte össze. A talmudtudományi művek közül David ben Mose Fränkel (1779–1865) a jeruzsálemi Talmudhoz írt kommentárt; Joseph Meir Theonim (1727–1792) a Pri Megádim című, Yaakov Lorberbaum (1770–1832) a Chavot dáát, és a Sámuel Lévi (18. sz.) a Machcit há-sekel című újabb kódex-kommentárok szerzői voltak. A 19. század első felében más híres talmudtudósok is működtek: Benet Mordechai (1753–1829) nikolsburgi, Akiba Eger (1761–1837) poseni és Moses Schreiber (1762–1839) pozsonyi rabbi.
Történeti irodalom A zsidóság szellemi művelésére Németországban David ben Mose Fränkel a Sulamit, és Jeremias Heinemann (1778–1855) a Jedidja című folyóiratokat alapították, Gotthold Salomon (1784–1862) és Eduard Kley (1789–1867) Hamburgban, Isaac Noah Mannheimer (1793–1865) Bécsben modern prédikációikban juttatták kifejezésre eszméiket. A zsidók művelődése érdekében 1819-ben egyesület alakult Verein für Cultur u. Wissenschaft der Juden névvel, amely folyóiratot is kiadott (Zeitschr. für die Wissenschaft des Judenthums) 1822-től. Az egyesületet Leopold Zunz (1794–1886), a modern zsidó tudományosság megalapítója vezette, aki itt tette közzé Rási életrajzát is. A mű mintául szolgált a későbbi zsidó irodalmi monográfiáknak. Még Zunz előtt írta a móri születésű Löwisohn Salamon (1788–1822) Vorlesungen über neuere Geschichte der Judenját. A történeti irodalomban kiemelkedő helyet foglal el Isaak Markus Jost (1793–1860) Geschichte des Judenthums und seiner Sekten című műve. Kitűnő, többnyire történelmi tanulmányokat írt Solomon Judah Loeb Rapoport (1786–1867) prágai rabbi a Bikkuré háittim című folyóiratban, és belekezdett egy nagy talmudi reálenciklopédiába (Erech Millin), amelynek azonban csak kis részét fejezhette be. A lengyelországi Nachman Krochmal (1785–1840) a Móre Nebuché hazemánban ('A kor tévelygőinek vezetője') a zsidó történelmi kritika számára egyengette az utat nagy tudásával. Zunz és Rappaportot mellett a paduai Samuel David Luzzattót (1800–1865) kell megemlíteni, mint kiváló hebraistát és jeles kutatót a targum, a héber és arám nyelvtan, a szentírás-magyarázat és az irodalomtörténet terén.
Irányzatok, szépirodalom A 19. század szakadást hozott a zsidó irodalom művelői között: egyesek a hagyományt minden változás fölött állónak hirdették, mások éppen a zsidóság hivatása érdekében követelték a vallásos élet is alkalmazkodását az új időkhöz. Az utóbbi irányzatnak úgy gyakorlati, mint elméleti részében úttörő volt Samuel Holdheim (1806–1860), a berlini reformközség rabbija, illetve Abraham Geiger (1810–1874); az ortodoxia védelmére legékesszólóbban Samson Raphael Hirsch (1808–1888) kelt. A két szélsőséges irányzat között bölcs mérséklettel igyekezett megtalálni a középutat Zecharias Frankel (1801–1875). A században a zsidó tudomány minden ága: a Biblia magyarázata és fordítása, héber nyelvészet, zsidó történelem, régészet, vallásfilozófia, irodalomtörténet és bibliográfia a modern tudomány szellemében és eszközeivel dolgozó számos művelőt talált. Jellemző, hogy kiemelt gondot fordítottak a régi zsidó irodalom kritikai kiadására, valamint a még kéziratban levő zsidó irodalmi termékek közzétételére (Salomon Buber [1827–1906], Nehemiah Brüll [1843–1891], Solomon Joachim Halberstam [1832–1900], Abraham Harkavy [1835–1919], Naftali Zvi Yehuda Berlin [1816–1893], Kaufmann Dávid [1852–1899] és mások, valamint a Berlinben székelő irodalmi társulat, a Mekice Nirdámim ('alvók felébresztői'). A zsinagógai éneket és zenét modernizáló irányban fejlesztették Salomon Sulzer [1804–1890], és Samuel Naumbourg [1817–1880]. A zsidó népi életet részben művészi regényekben és novellákban, részben költeményekben ismertették Berthold Auerbach (1812–1882), Ludwig August Frankl von Hochwart (1810–1894), Max Bernstein (1854–1925), Leopold Kompert (1822–1886), Salomon Kohn (1825–1904), Marcus Lehmann (1831–1890), Edurad Kulke (1831–1897), Baruch Jacob Placzek (1834–1922), továbbá nagy elterjedésnek örvendő képekben a festőművész Moritz Daniel Oppenheim (1800–1882).
Folyóiratok Új irodalmi vonalat képvisel a modern antiszemitizmus támadásainak visszautasítására készült művek sora, amelynek számos zsidó író mellett keresztény tudósok (Franz Delitzsch [1813–1890], August Wünsche [1838–1912], Hermann Strack [1848–1922], Ernest Renan [1823–1892]) is szentelték tollukat. A zsidó felekezeti és községi életet szolgálták azon nagy számmal megjelenő zsidó folyóiratok (többnyire hetilapok), amelyek minden zsidók által lakott országban az illető ország nyelvén (olykor héberül) megjelentek, és alkalmilag vagy külön mellékletben zsidó tudományos cikkeket is közölnek. Más folyóiratok teljes mértékben a zsidó tudományos célokra lettek szánva, így pl. a berlini Frankel–Graetz-féle Monatsschrift für Gesch. und Wissenschaft des Judenthums; a Weiss–Friedmann-féle bécsi Béttalmud; a párizsi Revue des études juives; a londoni Jewish Quarterly Review; és a budapesti Magyar Zsidó Szemle. A zsidó tudomány és irodalom ápolására több egyesület alakult ekkoriban: a prágai Áfike-Juhuda, a londoni Society of hebrew literature, a párizsi Société des études juives, és a budapesti Izraelita magyar irodalmi társulat.

## Újkori zsidó irodalom magyar nyelven

### Összefoglaló művek
- Frisch Ármin: Szemelvények a Biblia utáni zsidó irodalomból, Pallas Irodalmi és Nyomdai Rt., Budapest, 1906 (reprint kiadás: Auktor Könyvkiadó, Budapest, 1993, ISBN 963-7780-24-6, 413 p)
- Héber költők antológiája – Kardos László műfordításai, Magyar Zsidók Pro Palesztina Szövetsége, Budapest, 1943, 151 p
- Patai József: Héber költők I–V., műfordítások, Izraelita Magyar Irodalmi Társaság, Budapest, 1910–1912
- Weisz Miksa: Zsidó etika – a XI–XVII. század zsidó irodalmából, Pesti Izr. Hitközség Kulturszociális ügyosztálya, Budapest, 1923, 133 p
- A zsidó tudományok – fejezetek a klasszikus forrásokból, I–V., A zsidó tudományok szabadegyeteme, Budapest, 2003

### Egyedi művek
- Benedictus de Spinoza: Teológiai-politikai tanulmány. Szemere Samu fordítását átdolgozta (Szalai Judittal), a bevezetőt, az utószót, a jegyzeteket írta (Szalai Judittal és Visi Tamással) Boros Gábor Budapest: Osiris, 2002
- Moses Mendelssohn: Jeruzsálem, avagy a vallási hatalomról és a zsidó hitről, Jószöveg Műhely Kiadó, 2010, ISBN 9637052917, 147 p
- Moses Mendelssohn: Jeruzsálem – Írások zsidóságról, kereszténységről, vallási türelemről, Atlantisz Könyvkiadó, 2011, ISBN 9789639777163, 362 p
- Moses Mendelssohn: Phaidon avagy a lélek halhatatlansága, Jószöveg Műhely Kiadó, 2006, ISBN 9637052453, 192 p
- Salamon Maimon: Életem története, Pesti Kalligram Kft., 2015, ISBN 9786155454653, 174 p
- Spinoza: Etika, Budapest: Osiris, 1997 (Sapientia humana, sorozatszerkesztő: Boros Gábor, Gyurgyák János) Szemere Samu fordítását átdolgozta, a bevezetőt, az utószót, a jegyzeteket írta és a mutatót összeállította Boros Gábor
- Slomo Ganzfried, R. Joszef Káró: A Sulchan Aruch kivonata I-III., Magyar Izraeliták Országos Képviselete, Budapest, 1998

## Bővebb irodalom
- Heinrich Graetz: A zsidók egyetemes története I–VI. Szerk. Szabolcsi Miksa. Budapest: Phönix Irodalmi Részvénytársaság. 1906–1908.  (elektronikus kiadás: , , , , , )
- Kecskeméti Ármin: A zsidó irodalom története I–II. Budapest: Izraelita Magyar Irodalmi Társulat. 1908–1909.   → reprint kiadás: Kecskeméti Ármin: A zsidó irodalom története I–II. Budapest: Bethlen Gábor Könyvkiadó. 1994.  ISBN 963-7426-20-5
- Jószéf Klausnerː A modern héber irodalom története – 1782-től napjainkig, Magyar Zsidók Pro Palesztina Szövetsége, Budapest, é. n. [1943], 189 p
- Günter Stemberger: A zsidó irodalom története, Osiris Kiadó, Budapest, 2001, ISBN 963-389-096-9